# Honkasaari (ö i Finland, Norra Karelen, Joensuu, lat 63,20, long 29,09)
Honkasaari är en ö i Finland. Den ligger i sjön Juuanjärvi och i kommunen Juga i den ekonomiska regionen  Joensuu ekonomiska region  och landskapet Norra Karelen, i den centrala delen av landet, 400 km nordost om huvudstaden Helsingfors. Öns area är 1 hektar och dess största längd är 240 meter i sydöst-nordvästlig riktning.